# Jeff Blankfort
Jeffrey Blankfort är en amerikansk journalist och radioproducent av judisk härkomst som genom en rad artiklar har utmärkt sig genom sin kritik mot Israel och sionismen. Han har varit och är central i flera organisationer, aktioner och kampanjer för palestinierna. 2002 vann han en rättssak mot Anti-Defamation League efter att de dömts skyldiga till att ha spionerat på honom och flera andra politiska aktivister.
I sina texter gör Blankfort sig till talesperson för en enstatslösning, där hela det historiska Palestina utgör en stat med lika rättigheter oavsett religion, kultur och nationalitet. Han har även utmärkt sig i sin kritik mot Noam Chomsky, som av många anses vara en stark Israel-kritiker, för att i själva verket försvara Israels rätt till att existera som en rasistisk stat och för att han ignorerat Israel-lobbyns makt i USA.